# Möllevången, Vellinge kommun
Möllevången är en bebyggelse på Söderslätt i Östra Grevie socken i Vellinge kommun. Området avgränsades före 2015 till en småort för att därefter räknas som en del av tätorten Östra Grevie.
Möllevången ligger mellan orterna Västra Ingelstad och Östra Grevie. Orten genomkorsas av länsväg 101. I Möllevången finns några småindustrier och i övrigt villabebyggelse. Strax utanför orten ligger den gamla slottsruinen Månstorps gavlar.
Från Möllevången kommer vissångaren Leif Carlsson.

## Befolkningsutveckling
| Befolkningsutvecklingen i Möllevången 1995–2010                       | Befolkningsutvecklingen i Möllevången 1995–2010 | Befolkningsutvecklingen i Möllevången 1995–2010 | Befolkningsutvecklingen i Möllevången 1995–2010 | Befolkningsutvecklingen i Möllevången 1995–2010 |
| --------------------------------------------------------------------- | ----------------------------------------------- | ----------------------------------------------- | ----------------------------------------------- | ----------------------------------------------- |
|                                                                       |                                                 |                                                 |                                                 |                                                 |
| År                                                                    |                                                 |                                                 | Folkmängd                                       | Areal (ha)                                      |
| 1995                                                                  | 1995                                            |                                                 | 121                                             | #                                               |
| 2000                                                                  | 2000                                            |                                                 | 126                                             | #                                               |
| 2005                                                                  | 2005                                            |                                                 | 120                                             | #                                               |
| 2010                                                                  | 2010                                            |                                                 | 128                                             | 27#                                             |
| Anm.: Ny småort 1995, sammanvuxen med Östra Grevie 2015 # Som småort. |                                                 |                                                 |                                                 |                                                 |